# Municipio de West Bank (Dakota del Norte)
El municipio de West Bank (en inglés: West Bank Township) es un municipio ubicado en el condado de Williams en el estado estadounidense de Dakota del Norte. En el año 2010 tenía una población de 52 habitantes y una densidad poblacional de 0,55 personas por km².

## Geografía
El municipio de West Bank se encuentra ubicado en las coordenadas 48°19′42″N 103°1′20″O / 48.32833, -103.02222. Según la Oficina del Censo de los Estados Unidos, el municipio tiene una superficie total de 94.72 km², de la cual 94,72 km² corresponden a tierra firme y (0 %) 0 km² es agua.

## Demografía
Según el censo de 2010, había 52 personas residiendo en el municipio de West Bank. La densidad de población era de 0,55 hab./km². De los 52 habitantes, el municipio de West Bank estaba compuesto por el 100 % blancos. Del total de la población el 0 % eran hispanos o latinos de cualquier raza.